# Ningbo Lishe International Airport
Ningbo Lishe International Airport är en flygplats i Kina. Den ligger i provinsen Zhejiang, i den östra delen av landet, omkring 130 kilometer öster om provinshuvudstaden Hangzhou.
Runt Ningbo Lishe International Airport är det tätbefolkat, med 530 invånare per kvadratkilometer. Närmaste större samhälle är Ningbo, 10,2 km nordost om Ningbo Lishe International Airport. Trakten runt Ningbo Lishe International Airport består till största delen av jordbruksmark.
Genomsnittlig årsnederbörd är 1 981 millimeter. Den regnigaste månaden är juni, med i genomsnitt 355 mm nederbörd, och den torraste är januari, med 68 mm nederbörd.